# Moisissure grise des neiges
La moisissure grise des neiges, ou pourriture grise des neiges, est une maladie fongique qui affecte certaines espèces de graminées, plus particulièrement les graminées à gazon, mais aussi certaines céréales.
Elle est causée par deux espèces de champignons phytopathogènes du genre Typhula : Typhula incarnata ou Typhula ishikariensis. Typhula incarnata est l'agent causal de la moisissure grise des neiges proprement dite, tandis que Typhula ishikariensis cause une moisissure « mouchetée ».
Les moisissures des neiges sont causées par des champignons résistants au froid qui requièrent une couverture neigeuse ou des périodes prolongées de conditions froides et humides. La moisissure grise des neiges affecte surtout les graminées à gazon, affectant une large gamme de pelouses. Lors de la fonte de la neige, des taches de mycélium circulaires apparaissent. Ces mycéliums produisent des  structures de survie appelées sclérotes qui survivent aux mois chauds d'été.
La moisissure grise des neiges est couramment traitée par des applications de fongicides en fin d'automne ou par d'autres pratiques culturales.
Lorsqu'elles ne sont pas contrôlées, les moisissures des neiges peuvent provoquer des pertes importantes dans les gazons.

## Hôtes et symptômes
La moisissure grise des neiges est un problème majeur chez les graminées à gazon de saison froide pendant les mois d'hiver. Ces graminées comprennent les agrostides, le pâturin annuel, le pâturin des prés, le  ray-grass anglais (Lolium perenne L.) et la fétuque rouge (Festuca rubra var. rubra). Cette maladie est appelée « moisissure grise »  en raison des taches de couleur grise qui apparaissent sur les pelouses après la fonte de la neige. La moisissure grise des neiges affecte tous ses hôtes de la même manière. Après la fonte de la neige, on trouve des taches de mycélium blanc-gris à grisâtres, de 15 à 30 cm de diamètre. À l'intérieur des taches, les plants d'herbes malades présentent souvent sur le limbe foliaire des sclérotes de couleur rouille ou brun-rougeâtre ayant jusqu'à cinq millimètres de diamètre. La moisissure grise des neiges peut provoquer un affaiblissement et parfois la mort de la plante-hôte infectée.

## Cycle de la maladie
Contrairement à la plupart des agents phytopathogènes, le stade latent de la moisissure grise des neiges se produit dans les conditions chaudes des mois d'été, sous forme de sclérotes, structures de survie dures.
Dans des conditions favorables de temps froid et humide, les sclérotes germent pour former des corps porteurs de spores blanc grisâtre appelés basidiocarpes qui produisent des hyphes. La maladie infecte ensuite le tissu végétal et reprend son cycle. C'est alors que l'agent pathogène produit des sclérotes pour survivre à la chaleur de l'été suivant.

## Environnement
La moisissure grise des neiges se rencontre couramment aux États-Unis dans la région des Grands Lacs et partout où persistent en hiver une couverture neigeuse et des températures basses.
La maladie est généralement liée à une durée de couverture neigeuse de 60 jours et à une forte fertilisation azotée là où le sol n'est pas encore gelé. Le développement de la maladie est également favorisé par la présence de chaume en excès, un mauvais drainage et une forte humidité du sol. La pourriture grise des neiges préfère également une herbe non coupée ou une herbe plus haute couchée au sol et emmêlée. En effet l'herbe haute peut faire office sous la neige de chambre d'incubation, favorisant la croissance fongique de la moisissure des neiges.

## Méthodes de lutte
La moisissure grise des neiges peut être combattue par des applications de fongicides.
Toutefois, la période de l'application est cruciale. Ce traitement chimique doit être effectué à la fin de l'automne avant la première chute de neige. Si l'application est faite trop tôt, un deuxième traitement peut être nécessaire. Les substances actives possibles comprennent: un inhibiteur de la déméthylation, ou IDM, avec un produit à base de chlorothalonil, un IDM avec un produit à base de thiophanate-méthyl ou un iprodione avec un produit à base de chlorothalonil.
La moisissure grise des neiges peut également être prévenue par des pratiques culturales. Une méthode serait de semer un gazon moins sensible à la maladie. Les agrostides (Agrostis spp.) et le pâturin annuel (Poa annua)  sont les graminées les plus sensibles à cette maladie. Une autre méthode consiste à éviter les apports d'engrais trop importants en fin de saison. Enfin, couper l'herbe jusqu'à la dormance afin de limiter la hauteur de l'herbe peut aider.

## Importance
La moisissure grise des neiges est une maladie très commune et très dommageable dans les régions américaines des Grands Lacs et d'Intermountain Northwest. Des millions de dollars sont dépensés chaque année pour prévenir cette maladie.
La moisissure grise des neiges, bien que grave et préjudiciable, peut être évitée en prenant les précautions appropriées. Pour de nombreux propriétaires, la moisissure grise des neiges apparaîtra au printemps sur leurs pelouses. Comme cette maladie ne se traduit pas toujours par la mort des plants d'herbes affectés, la pelouse peut reverdir assez rapidement, évitant ainsi une atteinte d'ordre esthétique. Cependant, pour de nombreux terrains de golf, ces taches brunes en début de saison ne sont pas tolérables. Bien que le gazon puisse finalement reverdir, dans l'activité du golf où l'esthétique est très valorisée, la maladie doit être évitée.